# Kōji Takahashi
Kōji Takahashi (高橋幸治 Takahashi Koji?) (nacido el 10 de junio de 1935 en Tōkamachi, Niigata), es un actor japonés.

## Biografía
Asistió a la Preparatoria Tōkamachi de la Prefectura de Niigata y posteriormente a la Universidad de Toyo.

## Carrera
Mientras estaba en la Universidad de Toyo, Takahashi se convirtió en chofer de Seiji Miyaguchi, actor de la compañía teatral Bungakuza (文学座?). En 1959, se unió a Bungakuza e hizo su debut con la obra Nihon no kotō (日本の孤島?). En 1963, tuvo un papel en la película Haha (母?)  dirigida por Kaneto Shindō. Los papeles principales posteriores incluyen a Oda Nobunaga en el tercer Taiga Drama de NHK Taikōki en 1965, y el teniente Hayami en la serie dramática matutina de NHK Ohanahan en 1966. 

## Filmografía

### Películas
- Haha (1963) - Haruo
- Rengo kantai (1981) - Ugaki
- Tokyo: The Last Megalopolis (1988) - Kōda Rohan
- Godzilla tai Biollante (1989) - Dr. Genichiro Shiragami

### Televisión
- Taikōki (1965, NHK) - Oda Nobunaga[2]
- Ten to Chi to (1969, NHK) - Takeda Shingen
- Shin Heike Monogatari (1972) - Minamoto no Yoritomo
- Kunitori Monogatari (1973, NHK) - Oda Nobunaga[2]
- Sekigahara (1981, TBS) - Ōtani Yoshitsugu
- Mahou Tsukai PreCure! - Souta Ono